# Oude Schouw
Oude Schouw (Fries: Aldskou) is een buurtschap en brug in de gemeenten Heerenveen en Leeuwarden, in de Nederlandse provincie Friesland. De plaats ligt tussen Akkrum en Irnsum bij het Prinses Margrietkanaal.
Het hotel-restaurant De Oude Schouw in deze buurtschap is al sinds de 16e eeuw in gebruik. Lang was Oude Schouw een belangrijke ontmoetings- en pleisterplaats aan de rijksstraatweg van Leeuwarden naar Heerenveen.

## Geografie
De plaats is sinds de gemeentelijke herindeling in 2014 verdeeld over twee gemeenten. Het noordelijke deel ligt binnen de gemeente Leeuwarden en is onderdeel van het industriegebied van het dorp Irnsum. Het zuidelijke deel ligt in de gemeente Heerenveen, in het dorpsgebied van Akkrum. Tot 2014 lag de hele buurtschap in de gemeente Boornsterhem. 

## Geschiedenis
Volgens dorpshistoricus Symen Schoustra uit Irnsum gaat de ontstaansgeschiedenis van Oude Schouw terug tot minstens de 12e eeuw, wanneer de Boorne niet meer uitmondt in de Middelzee, maar via de Oude Wetering in het Sneekermeer . In de 14e eeuw werd de Nieuwe Wetering gegraven. In die tijd werd er al gesproken dat er een brug zou moeten komen. De stad Leeuwarden was een groot voorstander van de brug, maar wilde dat het Aalsumer klooster dit betaalde. Het klooster beschikte echter niet over de financiële middelen.
Het Hof van Friesland besloot in 1549 dat er een veer moest komen op de voormalige doorwaadbare plaats Stenendam. Deze doorwaardbare plek lag op de plek waar de landweg Leppedijk het water tussen de Boorne en het Sneekermeer kruiste. Het veer kreeg de naam De Schouw, wat overzet, of veer betekent. In het Fries werd dit De Skou. In 1662 komt de spelling De Schou voor. De kosten voor de oversteek was een stuiver voor een paard en wagen en 'een duijtcken' per persoon. Bij de overzetplaats kwam een herberg. De oudste vermelding van deze herberg dateert uit 1571 wanneer blijkt dat de stad Leeuwarden voor de 'stadshuizinge' (andere benaming voor herberg) 18 stuivers grondpacht moest betalen aan de kloosters van Nes en Aalsum.
Tijdens het Rampjaar van 1672, toen de Hollandse Oorlog startte werd er in opdracht van de Staten van Friesland een verschansing aangelegd bij Oude Schouw. Oude Schouw werd gezien als een strategische punt in de waterlinie.
Tussen Joure en Akkrum werd in de tweede helft van de 18e eeuw een nieuwe veerpont in gebruik genomen. Deze werd de Nieuwe Schouw genoemd en werd de bestaande schouw vervolgens Oude Schouw. De herberg brandde in 1753 af. De stad Leeuwarden bekostigde datzelfde jaar nog de herbouw van de herberg. 
De gehele 'Overijsselsche straatweg', zoals de rijksstraatweg toen werd genoemd werd tussen de jaren 1827 en 1830 verhard. De duikers en de verouderen bruggen in deze rijksstraatweg werden door het rijk overgenomen om ze te vervangen. In 1830 werd het besluit genomen om het veer van Oude Schouw te vervangen door een houten brug met twee doorvaartopeningen. De Belgische Opstand in den Nederlanden zorgt er echter voor dat de brug pas in 1839 gebouwd werd. In 1880 werd deze brug vervangen door een lage draaibrug. Daarbij werd een brugwachterswoning geplaatst en de parkeerruimte voor de herberg werd vergroot om de piekdagen van drukte beter aan te kunnen.
De lage draaibrug werd in de Tweede Wereldoorlog door de Duitsers vernield en door de Canadezen provisorisch hersteld. Het Prinses Margrietkanaal werd gegraven in de periode tussen de jaren 30 en 50. Tijdens Tweede Wereldoorlog werd er in de nabijheid van Oude Schouw gegraven waardoor er al minder waterverkeer was. Jirnsum lag daarna niet meer aan een belangrijke scheepvaartroute. 
Met de aanleg van een hoge verkeersbrug in 1951 en vervolgens de aanleg van de Rijksweg 32 in 1963 werd Oude Schouw voortaan door het verkeer gepasseerd en nam het belang van de buurtschap en het hotel aanzienlijk af. In de loop van de twintigste eeuw werd ten zuiden van Irnsum een bedrijventerrein met jachthavens aangelegd. Aan de Akkrumer kant wordt de  buurtschap aangeduid met twee plaatsnaamborden.
Dorpen: Akkrum · Bontebok · De Knipe · Gersloot · Gersloot-Polder · Haskerdijken · Heerenveen · Hoornsterzwaag · Jubbega · Katlijk · Luinjeberd · Mildam · Nes · Nieuwebrug · Nieuwehorne · Nieuweschoot · Oldeboorn · Oranjewoud · Oudehorne · Oudeschoot · Terband · Tjalleberd

Buurtschappen: Anneburen · Birstum · Brongerga · Henshuizen · Meskenwier · Oosterboorn · Oude Schouw (deels) · Pean · Poppenhuizen · Schurega · Sorremorre · Spitsendijk · Sythuizen · Warniahuizen · Welgelegen (deels)

Friesland: Steden en dorpen      Nederland: Provincies · Gemeenten
Steden, dorpen en gehuchten: Aegum · Baard · Beers · Britsum · Cornjum · Finkum · Friens · Goutum · Grouw · Hempens · Hijlaard · Hijum · Huins · Idaard · Irnsum · Jellum · Jelsum · Jorwerd · Leeuwarden · Lekkum · Lions · Mantgum · Miedum · Oosterlittens · Oude Leije · Roordahuizum · Snakkerburen · Stiens · Swichum · Teerns · Warstiens · Wartena · Warga · Weidum · Wirdum · Wytgaard

Buurtschappen: Abbengawier · Angwier · Baardburen · Bartlehiem (deels) · Barrahuis · De Hem · Domwier · Fons · Groote Bontekoe · Gotum · Hezens · Horne · Hofland · Hoptille · Marwird · Midsburen · Naarderburen · Noordend · Oude Schouw (deels) · Poelhuizen · Rewerd (deels) · Schillaard · Schrins · Tichelwerk · Tjaard · Tjeintgum · Truurd · Tsienzerburen · Vensterburen · Vierhuis · Vrouwbuurtstermolen (deels) · Wammerd · Wiel · Wieuwens · Wilaard · Zuiderburen · Zuiderend

Voormalige buurtschappen: De Drie Romers · Hoek

Friesland: Steden en dorpen      Nederland: Provincies · Gemeenten